# ラナルヴィリー
ラナルヴィリー （Lanarvily、ブルトン語:Lannarvili）は、フランス、ブルターニュ地域圏、フィニステール県のコミューン。

## 地理
ラナルヴィリーは県北部、ブレストの北約20kmのところにある。面積およそ5.92km2のコミューンは、酪農と野菜の生産が中心の農業が主体である。

## 歴史
かつてのラナルヴィリーはケルニリスの小教区（fr、直訳すると停戦区だが、教区の分枝を意味している）であった。ケルニリスはレオン司教区の下にあるケメネ・ティリ助祭管区に属し、聖グエヌーを守護聖人としていた。ラナルヴィリーは、もとは原始のプルゲルノー教区をバラバラにして生まれた小教区であった。

## 人口統計
| 1962年 | 1968年 | 1975年 | 1982年 | 1990年 | 1999年 | 2006年 | 2011年 |
| ------ | ------ | ------ | ------ | ------ | ------ | ------ | ------ |
| 355    | 291    | 270    | 272    | 281    | 266    | 345    | 434    |

参照元:1999年までEHESS、2004年以降INSEE

## ブルトン語
2011年11月、コミューン議会はブルトン語の日常使用促進をうたうYa d'ar brezhoneg憲章批准を可決した。

## 行事
毎年、通常1月、ラナルヴィリーではシクロクロスの国際大会が開かれる。1965年にはブルターニュ選手権、2004年にはシャランジュ・ラ・フランス・シクロクロス選手権（fr）、4度のシクロクロス・フランス選手権（fr、1973年、1996年、2007年、2011年）が、2004年-2005年にはUCIシクロクロスワールドカップが、1982年にはシクロクロス世界選手権の開催場所となった。1958年以降開催された58回の大会で、マンギャン・サーキットに自転車競技の専門家のみならずフランス内外のチャンピオンが参加した。
大会の組織運営には大勢の人々が動員される。コミューン人口は350人ほどだが、2007年には400人以上の大会ボランティアが参加した。

## アジサイの地
ホールの跡地には、『アジサイ庭園』がある。
ブルターニュを象徴する花となっているアジサイは、アジア原産で、未知の土地を探索するのに科学的海洋探検が行われた18世紀以降にブルターニュで見られるようになった。最初にアジサイがフランスに導入されたのは、植物学者フィリベール・コメルソンの手による。コメルソンはブーガンヴィルとともに1766年にラ・ブードゥーズ号に乗船してブレストを出航し、世界を一周した。アベール・コート・デ・レジャンド地方において『アジサイの地』プロジェクトとして、人々の私的な庭や町の庭園において、アジサイは建築物や景観の遺産を強める目的で植えられている。